# Ликови из Симсале Грим
Ликови из Симсале Грим је списак ликова из немачко-аустријске цртане серије Симсала Грим. Главни ликови у серији су Јојо, доктор Кроки и Чаробна књига који се појављују у свим епизодама серије.

## Главни ликови

### Јојо
Јојо је главни лик немачке-аустријско ТВ серије Симсала Грим.
Јојо је главни лик серије Симсала Грим. Он је плави којот и највећи авантуриста одувек. Јојо са доктором Крокијем путује светом магичних књига и потом помаже људима да реше своје проблеме или их бар инспиришу. Јојо је којот/полу-животиња са плавим крзном и многим људским карактеристикама: причање, размишљање, понашање и креће се као човек. Носи црвени шешир са звоном на глави и малим црвеним огртачем око његових рамена. Јојо је добар лик, али понекад је и тврдоглав. Воли да помаже људима, али не на начин као што до ради доктор Кроки. Врло је весео и несташан.

### Доктор Кроки
Доктор Кроки је главни лик немачке ТВ серије Симсала Грим.
Доктор Кроки је књишки мољац попут бића. Црвене је боје са ружичастим пругама и има кратак реп. Увек носи наочаре и жуту торбу. Такође, носи жути шешир, али га не носи све време јер му стално пада. Има црне очи. Кад се набацује, он каже: "Ја сам Кроки, доктор Кроки. Научник, филозоф, виртуоз....", а онда углавном престане са набацивањем јер се нешто догодило. Доктор Кроки је љубазан и паметан, јер он је филозоф.

### Чаробна књига
Чаробна књига је главни лик немачке ТВ серије Симсала Грим.
Чаробна књига се појављује на почетку и крају сваке епизоде, а то је прича из серије. Књига има браон корице и на корици се налази портрет једног од браће Грим. Такође књига има златне углове на крају корице, као и црвене и тамне златне кругове. То је књига у којој се налазе све бајке. Већином су засноване на бајкама браће Грим, али и Ханса Кристијана Андерсена и других писаца. Књига се отвара на сваком почетку и магичном златном прашином претвара доктора Крокија и Јоја у стварна бића. Онда их ставља у некој од бајки где помажу херојима и херојинама да победе своје непријатеље. Књига се појављује на крају епизоде кад долази да врати доктора Крокија и Јоја који су претходно завршили свој задатак.

### Певајуће птице
Певајуће птице- Оне су три обичне птице. Прва птица изгледа као петао и иима бело перје, велики наранџасти кљун, реп и обучен је у плавој кошуљи. Друга птица изгледао као пиле и има жуто перје, наранџасти кљун, изгледао као мушко због зеленог шешира и зелених панталона. Трећа птица има жуто перје, жуте панталоне и црвену јакну. Оне имају обичај да певају о томе шта се дешава у епизоди или да помажу Јоји и доктору Крокију у малим задацима.

## Хероји

### Буца
Буца је један од главних ликова у четвртој епизоди Шест помоћника, сезоне 1. Он је један од јачих помоћника Принца од Доње Шалаларије.
Буцко је мушкарац средњих година, прекомерне је тежине. Увек је одважан. Има мало смеђе косе око ушију. Има велике руке и стомак, али мале ноге и главу. Обучен је у зелени комбинезон и браон ципеле. Буцко је веома смешна и љубазна особа, воли да помаже, а у шестој епизоди заједно са осталих пет помоћника и пратњом помаже принцу. Овај херој помаже принцу да реши задатке које му је дала зла краљица, ако их реши дозволиће ћерки да се уда за принца. У једној сцени је удахнуо сву воду из Црвеног мора, јер је помогао принцу да реши задатак који му је дала краљица. Задатак је био да у Црвеном мору пронађу златну минђушу и да је да краљици. У другом задатку помогао је принцу да поједе све волове и попије сво вино.

### Вуков син
Вуков син је је син великог лошег вука који се појављује у четвртој епизоди Вук и седам јарића, сезоне 1.
Има сиву косу и носи зелену мајицу и смеђе панталоне. Он се потпуно разликује од свог оца. Он је љубазан и добар. Он је вегетаријанац, а његов отац је месождер. Жели да променим начин живота свога оца, тако што ће га претворити у вегетаријанца], што је и успео кад су његов отац и мајка упали у реку.

### Дугоња
Дугоња је један од главних ликова у четвртој епизоди Шест помоћника, сезоне 1. Заједно са осталих пет помоћника помогао је Принцу од Доње Шаварије да се ожени са принцезом.
Је велики џин са дугачким ногама, али је мршав. Има смеђу косу до рамена и уши су изван косе. Има дугу обликовану главу и веома дугачку браду. Има велике црне очи и обрве су му повезане са очима. Обучен је у смеђем џемперу, у светлозеленим панталонама са браон каишем и браон ципелама. Веома је љубазан и вољан је да помогне. Има моћ да се повећава и тако може брже доћи на било које високо место.

### Ивица
Ивица је главни лик из треће епизоде Ивица и Марица, сезоне 1.
Ивица има светлосмеђу косу средње дужине. На лицу има пеге. Млад је дечак, на себи носи плаву кошуљу, тамноплаве панталоне и смеђе ципеле. Такође има мали појас. Он је лепо, али и наивно дете које покушава да нађе свог оца док је изгубљен у шуми. Касније постаје један од оброка зле вештице, али заједно са својом сестром Марицом успева да побегне и баца злу вештицу у пећницу.

### Сека
Сека (Јоана) је сестра близнакиња Бате, појављује се у 13 епизоди Бата и Сека, сезоне 1.
Када су Бата и Секе били мали, вештица да би се докопала породичног млина и све узела за себе и своју ужасну ћерку. Од тада Бату и Сему држи у подруму млина. Она и њен брат су морали да побегну да би могли рећи краљу о својој злој маћехи. На крају су успели и Сека се удала за краља.

### Каспер
Каспер је главни лик из пете епизоде Ђаво с три златне власи, сезоне 1.
Каспер има густу плаву косу. Носи наранџасту кошуљу са тамнозеленим врхом и тамним наранџастим појасом. Такође носи беж панталоне и браон ципеле. На путу према краљевом дворцу, носи смеђи руксак у коме се налазе Јојо и доктор Кроки. Такође има нацртану круну на врату. Он је љубазна особа, али и мало наивна.
Каспер је млинаров син, али једног дана краљ је желео за своју кухињу најбоље рецепте и отишао је до Млинара, а онда је видео круну на Касперовом врату. После тога Каспер се заљубљује у младу принцезу, али да би се оженио са принцезом морао је отићи у пакао и узме три златне власи од ђавола.

### Кројач
Кројач је главни лик из прве епизоде Храбри кројач, сезоне 1.
Каспер има густу плаву косу. Носи наранџасту кошуљу са тамнозеленим врхом и тамним наранџастим појасом. Такође носи беж панталоне и браон ципеле. На путу према краљевом дворцу, носи смеђи руксак у коме се налазе Јојо и доктор Кроки. Такође има нацртану круну на врату. Он је љубазна особа, али и мало наивна.
Каспер је млинаров син, али једног дана краљ је желео за своју кухињу најбоље рецепте и отишао је до Млинара, а онда је видео круну на Касперовом врату. После тога Каспер се заљубљује у младу принцезу, али да би се оженио са принцезом морао је отићи у пакао и узме три златне власи од ђавола. Има смеђу косу, браон француске бркове и браду. Има смеђе очи и носи светлосмеђи шешир, тамносмеђи прслук, жуту тунику, наранџасти појас и панталоне и браон чизме. Он је храбар и не плаши се да уради све што му краљ каже. Воли принцезу Елизабету и жели да се ожени са њом, што успе на крају. На почетку, имао је велику жељу да промени свој живот, а његов мотив био је тај што је једним ударцем каишем убио седам мува.

### Марица
Марица је главни лик из треће епизоде Ивица и Марица, сезоне 1.
Марица је млада девојка са дуком плавом косом везаној у две плетенице. Обучена је у беж дугу хаљину, белу кошуљу и наранџасти корзет. Такође носи смеђе ципеле. Има сиво плаве очи. Она је лепа и љубазна особа и жели да има бољи живот у својој породици, али је и веома интелигентна и манипулативна. Једног дана се заједно са својим братом Ивицом изгубила у шуми и покушава да нађе пут до куће, али када дођу до слатке куће од чоколаде, све постаје теже, јер мора да спаси њу и њеног брата од зле вештице која покушава да их поједе за вечеру.

### Мајка јарића
Мајка јарића  или Хајди је мајка седам јарића из четврте епизоде Вук и седам јарића, сезоне 1.
Има светлу жуту косу и ружичасту капу. Носи наранџасту хаљину са жутим џемпером. Има браон очи и коза је. Она је љубазна, али строга мајка и само покушава да заштити себе и својих седам јарића од вука. Након што јој је вук појео седам јарића, отишла је да их спасе заједно са доктор Крокијем и Јојом, тако што је вуку отворила стомак и тако извукла свих седам јарића.

### Медвед (Доктор Кроки)
Медвед (Доктор Кроки личност) је лик из треће епизоде Ивица и Марица, сезоне 1. Медвед је доктор Кроки којег је зла вештица уз помоћ њене магије претворила у медведа.
Он је медвед са изгледом доктор Крокија. Црвене је боје са ружичастим пругама и има велик реп. Носи шешир и наочаре. Има велику њушку и велике је величине. Такође има огромне руке. Доктора Крокија је у медведа претворила зла вештица када је видела доктора Крокија како покушава да пробуди Ивицу и Марицу да побегну. Тако да је доктор Кроки постао њен слуга. Након спаљивања зле вештице у пећницу, доктор Кроки се враћа у његову нормалну величину.

### Пепељуга
Пепељуга је лик из четврте епизоде Пепељуга, сезоне 1.
Пепељуга је јако лепа девојка. Има велику косу и често носи траку за главу како би везала косу у реп. Она има светлоплаве очи. Њено тело је веома мршаво и као слушкиња њене маћехе, носи ружну, стару одећу. Али када је отишла на бал носила је прелепу плаву хаљину. А кад је отишла на други бал, носила је је златну хаљину која је била дупло лепша од претходне. Врло је љубазна и скромна особа. Беате Фајфер је дала глас Пепељузи у немачкој верзији Пепељуге.

### Принц од Доње Шаварије
Принц од Доње Шаварије је главни лик из шесте епизоде Шест помоћника, сезоне 1.
Принц је мршав и обучен је у класичну униформу принца - белу кошуљу, црвени прслук, плаве панталоне и сиве чизме. Такође има плави појас и плаву траку са којом веже дугу смеђу косу. Има дуго обликовано лице и црне очи. Много је племенит и заљубљен је у принцезу. Принц је неустрашив и учинио би све за особу коју воли, али он нема много способности и моћи као што имају његови помоћници.

### Разарач
Разарач је лик из шесте епизоде Шест помоћника, сезоне 1.
Просечне је висине, има велику главу и мале уши. Ћелав је на врху главе, али око ушију има мало смеђе косе. Има зеленкасту дуксерицу и смеђи прслук. Обучен је у сиве панталоне и кратке браон ципеле. Добра је и љубазна особа, али не говори пуно. Он има посебну моћ, јер може са зрацима који долазе из његових очију да уништи стене и све што се налази пред њим. Помогао је принцу заједно са осталих пет слуга да добије руку принцезе.

### Смрзељко
Смрзељко је један од главни ликова у шестој епизоди Шест помоћника, сезоне 1.
Он је старији крупан човек, са великом сивом брадом. Носи неколико слојева одеће попут кошуља, прслука, шала и има један пар панталона и браон чизме. Прекомерне је тежине. Врло је љубазан, увек му је хладна, чак и кад је врућина. Има моћ да прође кроз ватра без проблема.

### Трећи помоћник
Трећи помоћник је један од главних ликова из шесте епизоде Шест помоћника, сезоне 1.
Просечне је висине, има велику главу и мале уши. Ћелав је на врху главе, али око ушију има мало смеђе косе. Има зеленкасту дуксерицу и смеђи прслук. Обучен је у сиве панталоне и кратке браон ципеле. Он је шаљива особа и пажљива. Има посебну способност да види боље него било који други човек.

### Четврти помоћник
Четврти помоћник је један од главних ликова из шесте епизоде Шест помоћника, сезоне 1.
Висок је и мршав. Има велику главу и велике уши. Има смеђу косу, црне очи и дебеле смеђе обрве. Лице му је у облику срца. Пасиван је, али леп лик. Понаша се добро и спреман је да помогне. Има моћ да чује много боље од нормалног човека. Један је од шест помоћника који су помогли принцу да ожени принцезу.

### Бата
Бата (Џон) је брат близанац Секе, појављује се у 13 епизоди Бата и Сека, сезоне 1.
Бата је високи млади човек. Има смеђу косу и тамне очи. Храбар је и штити своју сестру близнакињу. Када су он и Сека били мали, вештица је убила њихову мајку да би могла да узме млин и све за себе и своју ужасну ћерку, а Бату и његову сестру близнакињу оставила живе. Јојо и доктор Кроки помажу Бати и Секи да побегну из млина.

### Снежана
Снежана је главни лик осме епизоде друге сезоне - епизоде Снежана. У српској синхронизацији глас јој је позајмила Виолета Пековић.
Снежана је млада принцеза. Има косу црну као ебановину, кожу белу као снег и усне црвене румене попут вина. Носи светложуту хаљину, преко које је нешто тамнији корсет. Снежана је лепа, наивна, добра, топла, вредна. Након смрти њене мајке, отац јој се поново жени злом и уображеном женом са чаробним огледалом. Сваки пут када би упитала огледало ко је најлепши огледало би одговорило да је она, међутим једног дана одговорило је да је најлепша Снежана, што је разбеснело краљицу. Наредила је ловцу да убије Снежану. Ловац нерадо пристаје и тешке руке покушава да убије Снежану када наилазе Јојо и Кроки и спречавају га. Ловац признаје Снежани шта се догађа, те она бежи у шуму, а ловац краљици говори да је убијена. Са Јојоом и Крокијем наилази на кућу седморице патуљака и ту се одмарају. Касније долазе патуљци који су очарани Снежанином лепотом и допуштају јој да остане. Када маћеха сазнаје да је жива, под маском трипут покушава да је убије. Први пут као старица која јој је поклонила мидер који ју је толико стегао да је онесвестила, други пут јој је под маском друге старице дала отровни чешаљ у знак захвалности, а трећи пут као сиромашна стара жена која јој је поклонила јабуку јер јој је Снежана рекла пут до села. Јабука је била отровна, те је Снежана пала мртва загризавши је. На њеној сахрани се појављљује и принц који је сво ово време са ловцем трагао за Снежаном јер је очаран причама о њеној лепоти хтео да је запроси. Он моли патуљке да му дозволе да превезе њен ковчег до свог краљевства. Они наравно пристају. На путу наилазе на труцкање и испоставља се да Снежана није прогутала комадић јабуке, већ да јој је само запао у грлу. Удаје се за принца и селе се у његово краљевство.

### Златокоса
Златокоса је главни лик друге епизоде друге сезоне - епизоде Златокоса. У српској синхронизацији глас јој је позајмила Александра Цуцић.
Златокоса је прелепа девојка изразито дуге "златне" косе, која је обучена у плаву хаљину. Златокосу је још као дете од родитеља који су јој дуговали отела и заточила у кулу зла вештица Мутимира. Избавили су је Јојо, Кроки и принц Егмонт. Међутим, Мутимира је сазнала за њихов план и одлучила да им помрси конце. Златокосу је заточила у пећину, а Егмонта исте вечери ослепела. Егмонт, Јојо и Кроки једва налазе пут до пећине, где се Мутимира спрема да окамени Златокосу баш као и њене родитеље. Егмонт стаје поред ње и они заједно бивају окамењени. Док Мутимира није гледала, Кроки узима њену књигу, окамени њу и ослобађа Златокосу, Егмонта и Златокосине родитеље. Егмонт проси Златокосу и он, Златокоса и њени родитељи се селе у његов дворац.